# Hnilická Kýčera
Hnilická Kýčera (1217 m) – szczyt w grupie górskiej Małej Fatry na Słowacji.

## Położenie
Hnilická Kýčera wznosi się w głównym grzbiecie zachodniej (tzw. Luczańskiej) części Małej Fatry. Od strony południowo-zachodniej masyw Hnilickej Kýčery ogranicza szerokie Sedlo pod Hnilickou Kýčerou (1031 m n.p.m.), natomiast w kierunku północnym wybiega z niej dość zrównany grzbiet wysokości ok. 1100 m n.p.m., idący aż po Usypaną Skałę. W kierunku południowo-wschodnim, w stronę Kotliny Turczańskiej, od Hnilickej Kýčery wybiega grzbiet ze szczytami Javorina (1056 m) i Pivnica (826 m), który rozdziela podchodzące pod nią doliny: od wschodu Valčianską, od południa Slovianską. W kierunku północno-zachodnim spod szczytu Hnilickej Kýčery opada Porubská dolina, którą spływa Porubský potok, dopływ Rajčanki.

## Turystyka
Szczyt jest niezalesiony, oferuje więc widoki na dolinę Rajčanki i Kotlinę Żylińską oraz bardziej ograniczone w kierunku Kotliny Turczańskiej. Przez szczyt, w linii głównego grzbietu, biegnie czerwono znakowany  szlak turystyczny ze Strečna na Fačkovské sedlo.